# Лейвинья
Жуа́н Ле́йва Ка́мпос Фи́льо (порт. João Leiva Campos Filho; 11 сентября 1949, Нову-Оризонти, штат Сан-Паулу), более известный как Лейви́нья (порт. Leivinha) — бразильский футболист, нападающий. Выступал за сборную Бразилии. Участник чемпионата мира 1974, где провёл первые три игры. Лейвинья — дядя другого футболиста, Лукаса Лейвы.

## Карьера

### В сборной
В сборной Бразилии Лейвинья дебютировал 13 ноября 1968 года в товарищеском матче с клубом «Коритиба», завершившимся со счётом 2:1, однако тот матч считается неофициальным. В официальных матчах Лейвинья дебютировал за сборную лишь спустя 4 года 28 июня 1972 года в матче Кубка независимости Бразилии со сборной Чехословакии, завершившимся со счётом 0:0. В 1974 году Лейвинья в составе сборной принял участие в чемпионате мира, на котором провёл первые три матча своей сборной, причём последний матч со сборной Заира 22 июня 1974 года, оказался последним для Лейвиньи в составе сборной. Всего же за сборную Лейвинья сыграл 21 официальный матч в которых забил 7 голов. Также Лейвинья сыграл за сборную 6 неофициальных матчей.
| №  | Дата           | Соперник     | Счёт | Голы | Турнир                       |
| 1  | 28 июня 1972   | Чехословакия | 0:0  | -    | Кубок независимости Бразилии |
| 2  | 2 июля 1972    | Югославия    | 3:0  | 2    | Кубок независимости Бразилии |
| 3  | 5 июля 1972    | Шотландия    | 1:0  | -    | Кубок независимости Бразилии |
| 4  | 9 июля 1972    | Португалия   | 1:0  | -    | Кубок независимости Бразилии |
| 5  | 27 мая 1973    | Боливия      | 5:0  | 2    | Товарищеский матч            |
| 6  | 3 июня 1973    | Алжир        | 2:0  | -    | Товарищеский матч            |
| 7  | 6 июня 1973    | Тунис        | 4:1  | 1    | Товарищеский матч            |
| 8  | 9 июня 1973    | Италия       | 0:2  | -    | Товарищеский матч            |
| 9  | 21 июня 1973   | СССР         | 1:0  | -    | Товарищеский матч            |
| 10 | 31 марта 1974  | Мексика      | 1:1  | -    | Товарищеский матч            |
| 11 | 7 апреля 1974  | Чехословакия | 1:0  | -    | Товарищеский матч            |
| 12 | 14 апреля 1974 | Болгария     | 1:0  | -    | Товарищеский матч            |
| 13 | 17 апреля 1974 | Румыния      | 2:0  | 1    | Товарищеский матч            |
| 14 | 21 апреля 1974 | Гаити        | 4:0  | -    | Товарищеский матч            |
| 15 | 28 апреля 1974 | Греция       | 0:0  | -    | Товарищеский матч            |
| 16 | 1 мая 1974     | Австрия      | 0:0  | -    | Товарищеский матч            |
| 17 | 5 мая 1974     | Ирландия     | 2:1  | 1    | Товарищеский матч            |
| 18 | 12 мая 1974    | Парагвай     | 2:0  | -    | Товарищеский матч            |
| 19 | 13 июня 1974   | Югославия    | 0:0  | -    | Чемпионат мира 1974          |
| 20 | 18 июня 1974   | Шотландии    | 0:0  | -    | Чемпионат мира 1974          |
| 21 | 22 июня 1974   | Заир         | 3:0  | -    | Чемпионат мира 1974          |

Итого: 21 матч / 7 голов; 14 побед, 6 ничьих, 1 поражение.
| № | Дата           | Соперник                        | Счёт | Голы | Турнир            |
| 1 | 13 ноября 1968 | Коритиба                        | 2:1  | -    | Товарищеский матч |
| 2 | 13 июня 1972   | Гамбург                         | 2:0  | -    | Товарищеский матч |
| 3 | 17 июня 1972   | Сборная штата Риу-Гранди-ду-Сул | 3:3  | -    | Товарищеский матч |
| 4 | 26 мая 1974    | Сборная юго-запада ФРГ          | 3:2  | -    | Товарищеский матч |
| 5 | 30 мая 1974    | Страсбур                        | 1:1  | -    | Товарищеский матч |
| 6 | 3 июня 1974    | Сборная Базеля                  | 5:2  | -    | Товарищеский матч |

Итого: 6 матчей; 4 победы, 2 ничьих.

## Достижения
Сборная Бразилии
- Обладатель Кубка независимости Бразилии: 1972

 «Палмейрас»
- Чемпион Бразилии (2): 1972, 1973
- Чемпион штата Сан-Паулу (2): 1972, 1974
- Серебряный призёр чемпионата штата Сан-Паулу (2): 1971, 1973

 «Атлетико Мадрид»
- Чемпион Испании: 1977
- Бронзовый призёр чемпионата Испании (2): 1976, 1979
- Обладатель Кубка Испании: 1976